# 斯特雷河

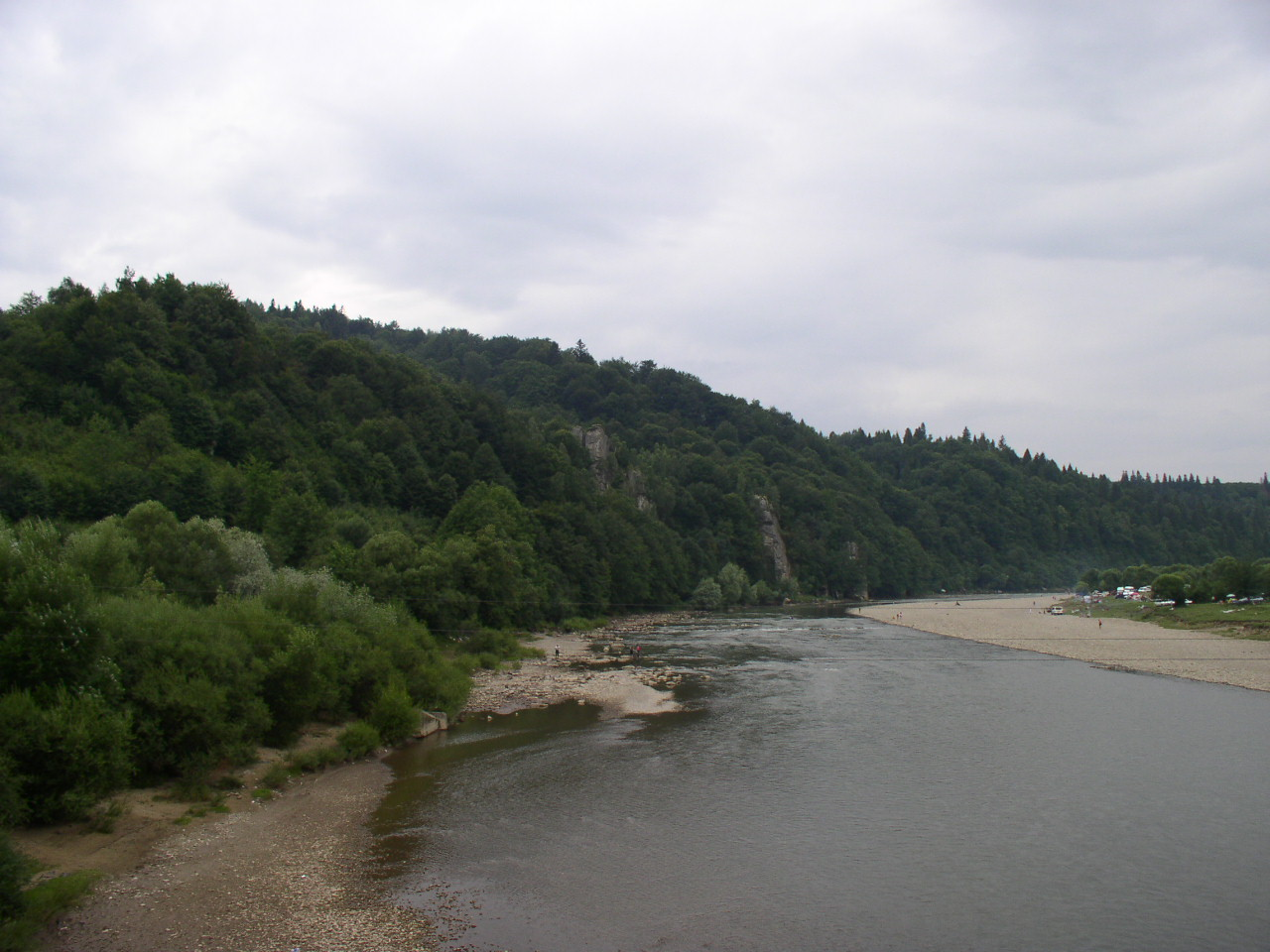

斯特雷河（羅馬化：Stryi）是烏克蘭的河流，位於該國西部，河道全長231公里，流域面積3,055平方公里，發源自喀爾巴阡山脈，最終在霍多羅夫附近注入德涅斯特河。